# 聖母主教座堂 (漢堡)
聖母主教座堂 (德語：Domkirche St. Marien）天主教汉堡总教区的主教座堂，位于德国汉堡圣乔治区的但泽街，建于1890-1893年，罗曼复兴风格。这是自宗教改革以后汉堡的第一座罗马天主教堂。

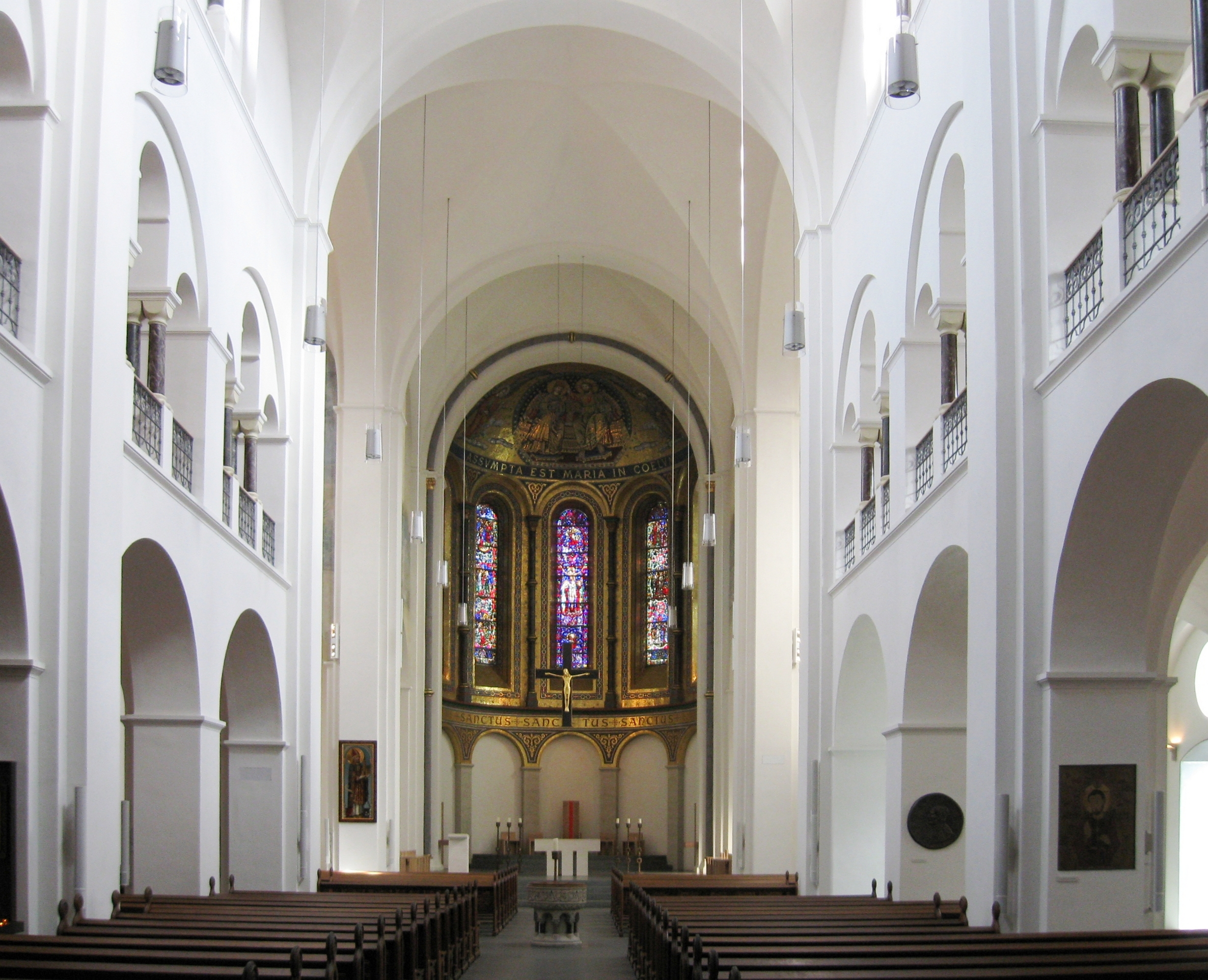
内部